# Bara brith
Il bara brith ("pane maculato" in gallese) è un pane dolce gallese a base di frutta secca e spezie. 

## Storia
Il bara brith risulta inventato da uno chef del Galles che, dopo aver cotto una pagnotta dolce a base di frutta, riuscì a creare il corrispettivo gallese della tea loaf, una pagnotta consumata in Inghilterra assieme al tè. Il dolce viene menzionato nell'espressione colloquiale over spice the bara brith ("mettere troppe spezie sul bara brith") che significa "esagerare". Secondo un sondaggio del 2006, il 36% degli adolescenti gallesi intervistati non aveva mai mangiato il bara brith.